# Glossen (Walzer)
Glossen ist ein Walzer von Johann Strauss (Sohn) (op. 163). Das Werk wurde am 30. Januar 1855 im Sofienbad-Saal in Wien erstmals aufgeführt.